# Ichneutes hyperboreus
Ichneutes hyperboreus är en stekelart som beskrevs av Holmgren 1869. Ichneutes hyperboreus ingår i släktet Ichneutes och familjen bracksteklar. Inga underarter finns listade i Catalogue of Life.